# Hrckov maskenbal
Hrckov maskenbal je pokladna manifestacija djece koja pohađaju nastavu na hrvatskom jeziku ili izučavaju predmet hrvatski jezik s elemntima nacionalne kulture u Vojvodini. 

## O maskenbalu
Maskenbal se održava u pokladno vrijeme, a prvi je održan 20. veljače 2004. godine u HKC Bunjevačko kolo u Subotici i otada se redovito održava. Djeca se autobusima prevoze iz svih krajeva Vojvodine. Najbolje maske se nagrađuju. Idejni pokretač ove najmasovnije dječje manifestacije Hrvata u Vojvodini je Dražen Prćić urednik sporta i zabave u Hrvatskoj riječi.
Žiri Prvog Hrckovog maskenbala činili su: Ivana Petrekanić Sič, Dijana Prćić i Zvonimir Perušić.